# Оксененко Станіслав Богданович
Станіслав Богданович Оксененко (нар. 25 квітня 2006, Херсон, Херсонська область, Україна) — український футболіст, воротар «Кременя-2».

## Життєпис
Футболом розпочав займатися у 6-річному віці в «Кремені-2006». Його перший тренер — Олександр Зозуля, який зараз працює в тренерському штабі «Кременя-2».
Розпочав професіональну кар'єру у кременчуцькому «Кременя-2» на початку Другої ліги 2022/23 й до зимової перерви провів 7 матчів. Дебютував за «Кремінь-2» 5 вересня 2022 року в програному (0:5) виїзному поєдинку 1-го туру Другої ліги України проти миколаївського «Васта». Станіслав вийшов на поле на 90-й хвилині замість Івана Музичка. Потрапив до символічної збірної 6-о туру. У нічийному поєдинку проти «Чайки» зробив десять сейвів й захистив від близько 40 ударів по воротах, але наприкінці матчу все ж пропустив м'яч. Під час зимової перерви його запросили на збори криворізького «Кривбасу» в Туреччині. Проте не зіграв у жодному з дев'яти товариських матчів. За основну команду «Кременя» дебютував 7 травня 2023 року в нічийному (1:1) матчі 5-го туру чемпіонського раунду Першої ліги України проти львівських «Карпат». Оксененко вийшов на поле в стартовому складі та відіграв увесь матч, а на 87-й хвилині жовту картку. У вище вказаному поєдинку здійснив 7 сейвів. Проте на 86-й хвилині Ростислав Тарануха пробив головою з близької відстані.